# Mistrzostwa Polski w Biegach Narciarskich 2016
Mistrzostwa Polski w Biegach Narciarskich 2016 – zawody w biegach narciarskich, które rozegrano w dniach 18 marca – 24 marca 2016 roku w Szklarskiej Porębie.
Organizatorami mistrzostw byli Polski Związek Narciarski (PZN) i Dolnośląski Związek Narciarski. Zawody rozegrane były na trasach biegowych Polany Jakuszyckiej.
Prawo startu w mistrzostwach Polski seniorów w konkurencjach biegowych mają zawodnicy posiadający aktualną II klasę sportową, jak również posiadający licencje zawodnicze, badania lekarskie i ubezpieczenie. Zawody zostaną przeprowadzone zgodnie z przepisami NRS oraz Wytycznymi Sportowymi PZN na sezon 2015/2016.
W mistrzostwach Polski nie wystartowali: Kornelia Kubińska, Ewelina Marcisz, Paulina Maciuszek, Konrad Motor

## Terminarz
| Data          | Godzina   | Konkurencja                                 | Złoto                            | Srebro                            | Brąz                            | Źródło |
| ------------- | --------- | ------------------------------------------- | -------------------------------- | --------------------------------- | ------------------------------- | ------ |
| 19 marca 2016 | 11:00 CET | Sprint drużynowy stylem klasycznym kobiet   | Sylwia Jaśkowiec/Urszula Łętocha | Katarzyna Stokfisz/Monika Skinder | Izabela Marcisz/Marcela Marcisz | [ 2 ]  |
| 19 marca 2016 | 10:30 CET | Sprint drużynowy stylem klasycznym mężczyzn | Paweł Klisz/Maciej Staręga       | Jan Antolec/Kacper Antolec        | Dominik Bury/Kamil Bury         | [ 2 ]  |
| 20 marca 2016 | 10:30 CET | Sprint stylem dowolnym kobiet               | Sylwia Jaśkowiec                 | Urszula Łętocha                   | Marcela Marcisz                 | [ 3 ]  |
| 20 marca 2016 | 10:30 CET | Sprint stylem dowolnym mężczyzn             | Maciej Staręga                   | Paweł Klisz                       | Jan Antolec                     | [ 4 ]  |
| 21 marca 2016 | 10:30 CET | 15 km stylem dowolnym kobiet                | Urszula Łętocha                  | Martyna Galewicz                  | Agata Warło                     | [ 5 ]  |
| 21 marca 2016 | 9:00 CET  | 30 km stylem dowolnym mężczyzn              | Maciej Staręga                   | Jan Antolec                       | Dominik Bury                    | [ 6 ]  |
| 23 marca 2016 | 14:30 CET | 5 km stylem klasycznym kobiet               | Justyna Kowalczyk                | Sylwia Jaśkowiec                  | Martyna Galewicz                | [ 7 ]  |
| 23 marca 2016 | 15:30 CET | 10 km stylem klasycznym mężczyzn            | Dominik Bury                     | Jan Antolec                       | Maciej Staręga                  | [ 8 ]  |
| 24 marca 2016 | 9:00 CET  | Sztafeta 4×5 km kobiet                      | LKS Hilltop Wiśniowa-Osieczany   | MKS Halicz Ustrzyki Dolne         | UKS Rawa Siedlce                | [ 9 ]  |
| 24 marca 2016 | 10:30 CET | Sztafeta 4×7,5 km mężczyzn                  | UKS Rawa Siedlce 1               | MKS Istebna                       | UKS Regle Kościelisko           | [ 10 ] |

## Wyniki
| Pozycja | Klub                                | Zawodniczki                         | Czas        | Strata      |
| ------- | ----------------------------------- | ----------------------------------- | ----------- | ----------- |
|         | LKS Hilltop Wiśniowa-Osieczany      | Sylwia Jaśkowiec Urszula Łętocha    | 32:00,5 min | –           |
|         | Mulsk Grupa Oskar Tomaszów Lubelski | Katarzyna Stokfisz Monika Skinder   | 33:46,3 min | +1:45,8 min |
|         | MKS Halicz Ustrzyki Dolne 1         | Izabela Marcisz Marcela Marcisz     | 34:08,1 min | +2:07,6 min |
| 4.      | UKS Regle Kościelisko               | Emilia Nawara Justyna Pradziad      | 34:18,1 min | +2:17,6 min |
| 5.      | LKS Witów Ski Mszana Górna          | Justyna Kołodziej Klaudia Kołodziej | 36:14,1 min | +4:13,6 min |
| 6.      | UKS Rawa Sieldce 1                  | Joanna Bronisz Daria Krupa          | 37:16,8 min | +5:16,3 min |
| 7.      | UKS Rawa Sieldce 3                  | Kamila Borkowska Justyna Stefaniuk  | 38:11,6 min | +6:11,1 min |
| 8.      | MKS Halicz Ustrzyki Dolne 2         | Andżelika Szyszka Zuzanna Konik     | 38:12,9 min | +6:12,4 min |
| 9.      | UKS Rawa Sieldce 2                  | Anna Bielecka Monika Sołoniewicz    | 39:51,6 min | +7:51,1 min |

| Pozycja | Klub                           | Zawodnicy                          | Czas        | Strata      |
| ------- | ------------------------------ | ---------------------------------- | ----------- | ----------- |
|         | UKS Rawa Sieldce 1             | Paweł Klisz Maciej Staręga         | 26:08,0 min | –           |
|         | LKS Poroniec Poronin           | Kacper Antolec Jan Antolec         | 26:30,9 min | +22,9 s     |
|         | MKS Istebna                    | Dominik Bury Kamil Bury            | 27:19,6 min | +1:11,6 min |
| 4.      | UKS Regle Kościelisko          | Mateusz Chowaniak Andrzej Pradziad | 27:30,9 min | +1:22,9 min |
| 5.      | NKS Trójwieś Beskidzka 1       | Bartłomiej Rucki Mateusz Haratyk   | 27:36,3 min | +1:28,3 min |
| 6.      | AZS Zakopane                   | Michał Lańda Jakub Twardowski      | 28:44,2 min | +2:36,2 min |
| 7.      | UKS Rawa Siedlce 2             | Daniel Iwanowski Patryk Borkowski  | 29:05,7 min | +2:57,7 min |
| 8.      | AZS AWF Katowice               | Dawid Bril Wojciech Suchwałko      | 29:27,0 min | +3:19,0 min |
| 9.      | MKS Karkonosze Sporty Zimowe 1 | Piotr Skowron Michał Skowron       | 30:25,4 min | +4:17,4 min |
| 10.     | SSR LZS Sokół Szczyrk          | Jakub Bartyzel Marek Welusz        | 31:59,3 min | +5:51,3 min |

| Pozycja | Zawodniczka         | Czas       | Strata |
| ------- | ------------------- | ---------- | ------ |
|         | Sylwia Jaśkowiec    | Finał      | –      |
|         | Urszula Łętocha     | Finał      |        |
|         | Marcela Marcisz     | Finał      |        |
| 4.      | Kamila Boczkowska   | Finał      |        |
| 5.      | Klaudia Kołodziej   | Finał      |        |
| 6.      | Agata Warło         | Finał      |        |
| 7.      | Katarzyna Stokfisz  | 1/2 finału |        |
| 8.      | Justyna Pradziad    | 1/2 finału |        |
| 9.      | Andżelika Szyszka   | 1/2 finału |        |
| 10.     | Magdalena Kobielusz | 1/2 finału |        |
| 11.     | Emilia Nawara       | 1/2 finału |        |
| 12.     | Kamila Kiedrowska   | 1/2 finału |        |

| Pozycja | Zawodnik          | Czas       | Strata |
| ------- | ----------------- | ---------- | ------ |
|         | Maciej Staręga    | Finał      | –      |
|         | Paweł Klisz       | Finał      |        |
|         | Jan Antolec       | Finał      |        |
| 4.      | Kamil Bury        | Finał      |        |
| 5.      | Andrzej Pradziad  | Finał      |        |
| 6.      | Kacper Antolec    | Finał      |        |
| 7.      | Bartłomiej Rucki  | 1/2 finału |        |
| 8.      | Patryk Borkowski  | 1/2 finału |        |
| 9.      | Wojciech Fojcik   | 1/2 finału |        |
| 10.     | Mateusz Chowaniak | 1/2 finału |        |
| 11.     | Mikołaj Michałek  | 1/2 finału |        |
| 12.     | Dawid Bril        | 1/2 finału |        |

| Pozycja | Zawodniczka        | Czas         | Strata        |
| ------- | ------------------ | ------------ | ------------- |
|         | Urszula Łętocha    | 42:12,46 min | –             |
|         | Martyna Galewicz   | 42:16,82 min | +4,36 s       |
|         | Agata Warło        | 46:03,41 min | +3:50,95 min  |
| 4.      | Justyna Pradziad   | 46:03,48 min | +3:51,02 min  |
| 5.      | Andżelika Szyszka  | 47:24,12 min | +5:11,66 min  |
| 6.      | Katarzyna Stokfisz | 47:44,72 min | 5:32,26 min   |
| 7.      | Daria Krupa        | 48:57,51 min | +6:45,05 min  |
| 8.      | Elżbieta Dorula    | 49:48,74 min | +7:36,28 min  |
| 9.      | Joanna Bronisz     | 54:42,38 min | +12:29,92 min |
| 10.     | Anna Bielecka      | 56:30,62 min | +14:18,16 min |

| Pozycja | Zawodnik          | Czas         | Strata       |
| ------- | ----------------- | ------------ | ------------ |
|         | Maciej Staręga    | 1:16:40,57 h | –            |
|         | Jan Antolec       | 1:16:42,04 h | +1,47 s      |
|         | Dominik Bury      | 1:16:42,06 h | +1,49 s      |
| 4.      | Paweł Klisz       | 1:17:13,51 h | +32,94 s     |
| 5.      | Mateusz Chowaniak | 1:18:02,27 h | +1:21,70 min |
| 6.      | Kacper Antolec    | 1:18:20,08 h | +1:39,51 min |
| 7.      | Bogusław Gracz    | 1:19:22,18 h | +2:41,61 min |
| 8.      | Wojciech Fojcik   | 1:20:39,62 h | +3:59,05 min |
| 9.      | Bartłomiej Rucki  | 1:21:21,33 h | +4:40,76 min |
| 10.     | Daniel Iwanowski  | 1:22:08,12 h | +5:27,55 min |

| Pozycja | Zawodniczka       | Czas        | Strata      |
| ------- | ----------------- | ----------- | ----------- |
|         | Justyna Kowalczyk | 15:24,4 min | –           |
|         | Sylwia Jaśkowiec  | 16:35,0 min | +1:10,6 min |
|         | Martyna Galewicz  | 16:59,0 min | +1:34,6 min |
| 4.      | Marcela Marcisz   | 17:25,5 min | +2:01,1 min |
| 5.      | Urszula Łętocha   | 17:55,5 min | +2:31,1 min |
| 6.      | Agata Warło       | 18:52,3 min | +3:27,9 min |
| 7.      | Klaudia Kołodziej | 19:03,9 min | +3:39,5 min |
| 8.      | Daria Krupa       | 19:10,6 min | +3:46,2 min |
| 9.      | Justyna Pradziad  | 19:28,9 min | +4:04,5 min |
| 10.     | Magdalena Czusz   | 19:32,5 min | +4:08,1 min |

| Pozycja | Zawodnik          | Czas        | Strata      |
| ------- | ----------------- | ----------- | ----------- |
|         | Dominik Bury      | 29:45,6 min | –           |
|         | Jan Antolec       | 30:04,8 min | +19,2 s     |
|         | Maciej Staręga    | 30:28,3 min | +42,7 s     |
| 4.      | Mateusz Chowaniak | 30:54,7 min | +1:09,1 min |
| 5.      | Paweł Klisz       | 30:55,5 min | +1:09,9 min |
| 6.      | Andrzej Pradziad  | 31:01,9 min | +1:16,3 min |
| 7.      | Bogusław Gracz    | 31:21,9 min | +1:36,2 min |
| 8.      | Mateusz Haratyk   | 31:47,9 min | +2:02,3 min |
| 9.      | Kamil Bury        | 31:55,8 min | +2:10,2 min |
| 10.     | Wojciech Fojcik   | 32:37,6 min | +2:52,0 min |

| Pozycja | Klub                           | Zawodniczki                                                           | Czas                                                         | Strata        |
| ------- | ------------------------------ | --------------------------------------------------------------------- | ------------------------------------------------------------ | ------------- |
|         | LKS Hilltop Wiśniowa-Osieczany | Sylwia Jaśkowiec Weronika Kaleta Urszula Łętocha Iwona Piekarz        | 1:01:20,15 h 14:33,1 min 17:55,3 min 13:57,1 min 14:53,2 min |               |
|         | MKS Halicz Ustrzyki Dolne      | Marcela Marcisz Zuzanna Konik Izabela Marcisz Andżelika Szyszka       | 1:03:42,97 h 15:10,2 min 19:17,4 min 14:47,2 min 14:28,1 min | +2:22,82 min  |
|         | UKS Rawa Siedlce               | Daria Krupa Justyna Stefaniuk Kamila Borkowska Anna Bielecka          | 1:06:18,30 h 16:42,4 min 17:23,2 min 16:05,3 min 16:06,4 min | +4:58,15 min  |
| 4.      | MKS Istebna                    | Magdalena Kobielusz Eliza Rucka Joanna Kukuczka Natalia Sewastynowicz | 1:06:31,63 h 16:44,5 min 17:05,1 min 16:59,5 min 15:41,3 min | +5:11,48 min  |
| 5.      | MKS Karkonosze Sporty Zimowe   | Kamila Boczkowska Róża Łyjak Karolina Maruszek Patrycja Traczyk       | 1:11:37,70 h 16:22,3 min 19:22,5 min 16:42,4 min 19:10,5 min | +10:17,55 min |

| Pozycja | Klub                         | Zawodnicy                                                          | Czas                                                         | Strata        |
| ------- | ---------------------------- | ------------------------------------------------------------------ | ------------------------------------------------------------ | ------------- |
|         | UKS Rawa Siedlce 1           | Damian Duk Maciej Staręga Daniel Iwanowski Paweł Klisz             | 1:17:45,48 h 22:08,8 min 19:15,1 min 18:42,3 min 17:38,1 min |               |
|         | MKS Istebna                  | Mikołaj Michałek Dominik Bury Kamil Bury Szymon Najzer             | 1:18:13,20 h 20:52,4 min 19:35,3 min 18:07,1 min 19:38,4 min | +27,72 s      |
|         | UKS Regle Kościelisko        | Mateusz Chowaniak Andrzej Pradziad Zbigniew Obrochta Łukasz Kunc   | 1:18:50,55 h 19:55,1 min 20:12,4 min 19:45,5 min 18:57,3 min | +1:05,07 min  |
| 4.      | NKS Trójwieś Beskidzka       | Bartłomiej Rucki Mateusz Haratyk Wojciech Fojcik Maciej Legierski  | 1:19:10,97 h 20:27,3 min 20:35,5 min 18:22,2 min 19:46,5 min | +1:25,49 min  |
| 5.      | AZS AWF Katowice             | Dawid Bril Wojciech Suchwałko Marcin Piasecki Kamil Cymerman       | 1:20:27,06 h 21:16,7 min 21:13,6 min 19:04,4 min 18:52,2 min | +2:41,58 min  |
| 6.      | LKS Poroniec Poronin         | Kacper Antolec Jan Antolec Bartłomiej Pawlikowski Mateusz Trebunia | 1:22:00,55 h 19:55,2 min 19:30,2 min 22:01,8 min 20:32,6 min | +4:15,07 min  |
| 7.      | MKS Karkonosze Sporty Zimowe | Michał Skowron Oskar Wysocki Adrian Cheba Adrian Gromyko           | 1:24:54,05 h 20:53,5 min 22:21,7 min 20:39,6 min 20:58,7 min | +7:08,57 min  |
| 8.      | UKS Rawa Siedlce 2           | Patryk Borkowski Tomasz Filipek Karol Filipek Arkadiusz Posiadała  | 1:28:40,06 h 21:06,6 min 24:17,8 min 21:47,7 min 21:32,8 min | +10:54,58 min |